# Košarkarski klub Celje
Il Košarkarski klub Celje (noto anche come KK Celje o solo Celje) è una squadra di pallacanestro slovena dell'omonima città di Celje. Disputa nella 2. B slovenska košarkarska liga, la seconda lega slovena.

## Cronistoria
- 2013: 2° - 3. slovenska košarkarska liga
- 2014: 1° - 3. B slovenska košarkarska liga
- 2015: 9° - 2. B slovenska košarkarska liga
- 2016: 10° - 2. B slovenska košarkarska liga
- 2017: 7° - 2. B slovenska košarkarska liga
- 2018: 3° - 2. B slovenska košarkarska liga
- 2019: 3° - 2. B slovenska košarkarska liga
- 2020: 6° - 2. B slovenska košarkarska liga
- 2021: 12° - 2. B slovenska košarkarska liga
- 2022: 5° - 2. B slovenska košarkarska liga
- 2023: 12° - 2. B slovenska košarkarska liga